# Polemic
Polemic je osmičlenná slovenská hudební skupina založená v roce 1989 v Bratislavě. Patří mezi přední slovenské skupiny hrající styly ska a reggae. Velmi oblíbení jsou i v České republice. Během svého více než dvacetiletého působení koncertovali v Polsku, Německu, Švýcarsku, Itálii, Chorvatsku i Anglii. Předskakovali kapelám Ska-P, The Wailers, UB40, The Selecter, The Skatalites, Gentleman, The Levellers, Persiana Jones, The Real McKenzies, Yellow Umbrella nebo The Locos.

## Diskografie

### Studiová alba
- 1997: Do SKA
- 1999: YAH MAN!
- 2000: Gangster-SKA
- 2002: Nelám si s tým hlavu!
- 2005: Nenudin
- 2010: Horúce časy
- 2013: Hey! Ba-Ba-Re-Bop

### Živá alba
- 2007: Live - zvukový záznam vystoupení na festivalu Hodokvas v srpnu 2006.

### DVD
- 2007: DVD Live - videozáznam vystoupení na festivalu Hodokvas v srpnu 2006. Rovněž obsahuje všechny doposud natočené klipy.

### Kompilace
- 2008: Best of 1988-2008

### Dema
- 1996: Vrana

### Singly
- 1997: Mesto
- 1999: Slnko v sieti